# Sojuz TM-33
Sojuz TM-33 (ryska: Союз ТM-33) var en flygning i det ryska rymdprogrammet. Flygningen gick till Internationella rymdstationen. Farkosten sköts upp med en Sojuz-U-raket från Kosmodromen i Bajkonur den 21 oktober 2001. Den dockade med rymdstationen den 23 oktober 2001. Den 20 april 2002 flyttades farkosten från nadirporten på Zarjamodulen till nadirporten på Pirs-modulen. Farkosten lämnade rymdstationen den 5 maj 2002. Några timmar senare återinträdde den i jordens atmosfär och landade i Kazakstan.